# Syneches natalensis
Syneches natalensis är en tvåvingeart som först beskrevs av Jacques-Marie-Frangile Bigot 1889.  Syneches natalensis ingår i släktet Syneches och familjen puckeldansflugor. Inga underarter finns listade i Catalogue of Life.